# Суонн, Полли
Полли Энн Суонн (англ. Polly Ann Swann; род. 5 июня 1988, Ланкастер) — британская гребчиха, выступавшая за сборную Великобритании по академической гребле в период 2010—2016 годов. Серебряная призёрка летних Олимпийских игр в Рио-де-Жанейро, чемпионка мира, двукратная чемпионка Европы, победительница и призёрка многих регат национального значения.

## Биография
Полли Суонн родилась 5 июня 1988 года в городе Ланкастер, Англия. Детство провела в Эдинбурге, куда была перевезена родителями в возрасте трёх недель, училась в местной школе.
Заниматься академической греблей начала в 14 лет, состояла в гребных командах Эдинбургского и Лондонского университетов, проходила подготовку в клубе «Лендер» в Хенли-он-Темс.
Дебютировала в гребле на международной арене в сезоне 2010 года, когда вошла в состав британской национальной сборной и выступила на молодёжном мировом первенстве в Бресте, где в зачёте распашных безрульных четвёрок заняла итоговое четвёртое место.
В 2011 году на чемпионате Европы в Пловдиве показала четвёртый результат в восьмёрках.
В 2013 году в безрульных двойках одержала победу на двух этапах Кубка мира и на чемпионате мира в Чхунджу.
На европейском первенстве 2014 года в Белграде обошла всех своих соперниц в безрульных двойках и получила золото. При этом в восьмёрках выиграла две бронзовые медали на этапах Кубка мира, а на мировом первенстве в Амстердаме попасть в число призёров не смогла — финишировала в финале шестой.
Выиграв чемпионат Европы 2016 года в Бранденбурге, благополучно прошла отбор на летние Олимпийские игры 2016 года в Рио-де-Жанейро. В составе экипажа, куда также вошли гребчихи Мелани Уилсон, Фрэнсис Хотон, Кейти Гривз, Джессика Эдди, Оливия Карнеги-Браун, Карен Беннетт, Зои Ли и рулевая Зои де Толедо, в решающем финальном заезде восьмёрок пришла к финишу второй, уступив около двух с половиной секунд команде США, и тем самым завоевала серебряную олимпийскую медаль. Вскоре по окончании этого сезона приняла решение завершить спортивную карьеру.